# Earlham
Earlham ist eine Stadt (mit dem Status „City“) im Madison County im US-amerikanischen Bundesstaat Iowa. Das U.S. Census Bureau hat bei der Volkszählung 2020 eine Einwohnerzahl von 1.410 ermittelt.
Earlham ist Bestandteil der Metropolregion um Iowas Hauptstadt Des Moines.

## Geografie
Earlham liegt im südwestlichen Zentrum Iowas auf 41°29′31″ nördlicher Breite und 94°07′27″ westlicher Länge. Das Stadtgebiet erstreckt sich über eine Fläche von 2,51 km² und verteilt sich über die Madison und die Penn Township.
Nachbarorte von Earlham sind Adel (21 km nordöstlich), De Soto (14,3 km ostnordöstlich), Van Meter (20,4 km in der gleichen Richtung), Winterset (27,8 km südsüdöstlich), Dexter (12,3 km westlich), Stuart (20,5 km in der gleichen Richtung) und Redfield (16,4 km nordwestlich).
Das Zentrum von Des Moines liegt 48,4 km ostnordöstlich. Die nächstgelegenen weiteren Großstädte sind die Twin Cities in Minnesota (Minneapolis und Saint Paul) (440 km nördlich), Cedar Rapids (234 km ostnordöstlich), Iowa City (231 km östlich), Kansas City in Missouri (317 km südlich), Nebraskas größte Stadt Omaha (180 km westsüdwestlich) und Sioux City (278 km nordwestlich).

## Verkehr
Der Interstate Highway 80 und der hier deckungsgleich verlaufende U.S. Highway 6 führen in West-Ost-Richtung rund zwei Kilometer nördlich an der Stadt vorbei. Ein Zubringer zur Interstate endet im Stadtzentrum von Earlham. Alle weiteren Straßen sind untergeordnete Landstraßen, teils unbefestigte Fahrwege sowie innerörtliche Verbindungsstraßen.
Eine Eisenbahnlinie für den Frachtverkehr der Iowa Interstate Railroad (IAIS) führt in West-Ost-Richtung durch das Stadtgebiet von Earlham.
Mit dem Winterset Municipal Airport befindet sich 22,8 km südsüdöstlich ein kleiner Flugplatz. Der nächste Verkehrsflughafen ist der Des Moines International Airport (48 km östlich).

## Bevölkerung
Nach der Volkszählung im Jahr 2010 lebten in Earlham 1450 Menschen in 544 Haushalten. Die Bevölkerungsdichte betrug 577,7 Einwohner pro Quadratkilometer. In den 544 Haushalten lebten statistisch je 2,67 Personen.
Ethnisch betrachtet setzte sich die Bevölkerung zusammen aus 98,3 Prozent Weißen, 0,1 Prozent Afroamerikanern, 0,5 Prozent Asiaten sowie 0,2 Prozent aus anderen ethnischen Gruppen; 0,9 Prozent stammten von zwei oder mehr Ethnien ab. Unabhängig von der ethnischen Zugehörigkeit waren 0,8 Prozent der Bevölkerung spanischer oder lateinamerikanischer Abstammung.
31,6 Prozent der Bevölkerung waren unter 18 Jahre alt, 57,2 Prozent waren zwischen 18 und 64 und 11,2 Prozent waren 65 Jahre oder älter. 50,0 Prozent der Bevölkerung waren weiblich.
Das mittlere jährliche Einkommen eines Haushalts lag bei 60.583 USD. Das Pro-Kopf-Einkommen betrug 25.674 USD. 5,5 Prozent der Einwohner lebten unterhalb der Armutsgrenze.